# Aedesia glabra
Aedesia glabra là một loài thực vật có hoa trong họ Cúc. Loài này được (Klatt) O.Hoffm. mô tả khoa học đầu tiên năm 1897.